# The Light in the Clearing
The Light in the Clearing er en amerikansk stumfilm fra 1921 af T. Hayes Hunter.

## Medvirkende
- Eugenie Besserer som Roving Kate
- Clara Horton som Sally Dunkelberg
- A. Edward Sutherland som Barton Baynes
- George Hackathorne som Amos Grimshaw
- Frank Leigh som Ben Grimshaw
- Andrew Arbuckle som Horace Dunkelberg
- Arthur Morrison som Peabody
- Alberta Lee som Deel